# Vṛtti
Vṛtti (devanāgarī: वृत्ति) es un término sánscrito traducible por "fluctuación", "vórtice". En el hinduismo (yoga) se definen como las ondas de pensamientos y las fuentes de emociones que la mente genera en modo incesante. De este modo, el alcance del concepto de Vrtti es muy amplio, refiriéndose no sólo a los pensamientos y percepciones experimentados en un estado normal de vigilia, sino también a todas las percepciones suprafísicas que se presentan en los sueños o en cualquier estado alterado de conciencia. En el Yoga sutra de Patañjali se establece que el objetivo principal del yoga es disciplinar la mente mediante el control de los vrittis, o modificaciones de la mente.
Según su naturaleza, los vrittis pueden ser klista (dolorosos) o aklista (no dolorosos).
Los vṛttis están influenciados por los guṇas. Por ejemplos:
- Un vṛtti sáttvico puede ser un pensamiento claro y compasivo.
- Un vṛtti rajásico puede ser un deseo intenso o una emoción agitada.
- Un vṛtti tamásico puede ser un pensamiento confuso o letárgico.

Sin vṛttis agitadas, los saṃskaras no se refuerzan, las bijas no germinan, y los kleshas se extinguen; con lo cual queda así solo la "paz" del Ser, más allá de los guṇas.